# Saint-Médard, Charente
Saint-Médard là một xã ở tỉnh Charente phía tây nước Pháp. Xã này có diện tích 8,24 km², dân số năm 1999 là 271 người. Khu vực này có độ cao 55 mét trên mực nước biển.